# Daniele Demartini
Daniele Demartini (Rovigo, 11 gennaio 1984) è un cestista italiano.